# Іздебно-Нове
Іздебно-Нове (пол. Izdebno Nowe) — село в Польщі, у гміні Гродзиськ-Мазовецький Ґродзиського повіту Мазовецького воєводства.
Населення — 85 осіб (2011).
У 1975-1998 роках село належало до Варшавського воєводства.

## Демографія
Демографічна структура станом на 31 березня 2011 року:
|          | Загалом | Допрацездатний вік | Працездатний вік | Постпрацездатний вік |
| -------- | ------- | ------------------ | ---------------- | -------------------- |
| Чоловіки | 39      | 6                  | 29               | 4                    |
| Жінки    | 46      | 8                  | 29               | 9                    |
| Разом    | 85      | 14                 | 58               | 13                   |